# Loboptera delafrontera
Loboptera delafrontera är en kackerlacksart som beskrevs av Bohn 1990. Loboptera delafrontera ingår i släktet Loboptera och familjen småkackerlackor.
Artens utbredningsområde är Spanien. Inga underarter finns listade i Catalogue of Life.